# Phyllophaga speculifera
Phyllophaga speculifera är en skalbaggsart som beskrevs av Louis Alexandre Auguste Chevrolat 1865. Phyllophaga speculifera ingår i släktet Phyllophaga och familjen Melolonthidae. Inga underarter finns listade i Catalogue of Life.